# 帕奇特拉 (喬治亞州)
帕奇特拉（英語：Pachitla）是位於美國喬治亞州蘭道夫縣的一個非建制地區。該地的面積和人口皆未知。

## 地理
帕奇特拉的座標為31°45′47″N 84°40′53″W / 31.76306°N 84.68139°W，而該地的平均海拔高度為123米（即404英尺）。